# Kaliber (Walze)
Kaliber bezeichnet die Profilierung im Walzenballen für das Walzen von Langprodukten. Die umlaufenden Rillen in den Kaliberwalzen ergeben mit den Rillen der Gegenwalze und dem Walzenabstand das Profil. Beim Walzen im offenen Kastenkaliber bestimmen die Kaliberhöhe und der Walzenhub die Werkstückhöhe. Das geschlossene Kaliber erlaubt eine allseitige Formgebung.

Schematische Darstellung kalibrierter Vor- und Fertigwalzen
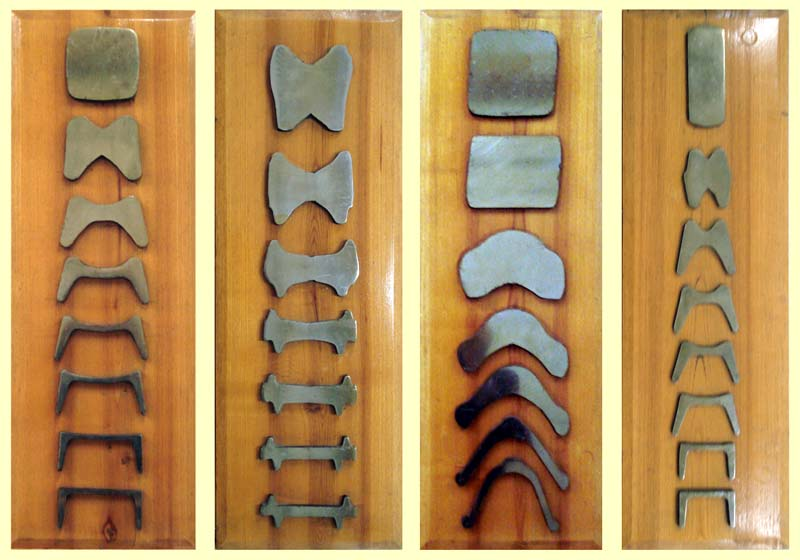
Verschiedene Profile nach dem Walzen